# Henry Bartle Frere
Henry Bartle Edward Frere, 1:e baronet, född 29 mars 1815, död 29 maj 1884, var en brittisk politiker.
Frere kom 1833 i tjänst hos Ostindiska kompaniet, och var 1842-44 privatsekreterare hos guvernören i Bombay, George Arthur. Han blev 1844 resident hos rajan av Satara, vilket land han styrde till 1850, då han övertog administrationen av Sind, där han fullföljde en för landet energisk reformpolitik. Dristigt understödde han under Sepoyupproret 1857 John Lawrence i Punjab och blev 1859 medlem i vicekungens råd. Frere var 1862-67 guvernör i Bombay och var 1867-72 ledamot av indiska rådet i London. År 1873 förhandlade han fram Frere Treaty med Zanzibar. 
Han förärades baronetvärdighet av drottning Victoria 1875, och året efter blev Frere på förslag av kolonialministern Carnarvon guvernör i Kapkolonin och High Commissioner över Brittiska Sydafrika. Carnavons projekt var att hela Brittiska Sydafrika skulle sammansvetsat till ett enhetligt förbund, vilket Frere skulle genomföra. 
Annekteringen av Transvaal ägde rum omedelbart efter Freres ankomst men utan hans medverkan. Den försvårade läget, varefter ytterligare problem tillstötte. Han stoppade med skicklighet ett upprorsförsök i Transvaal 1879 men tvingades av Gladstone efter den liberala valsegern i hemlandet att avgå 1880. Frere var av religiös läggning och bland annat intresserad av missionen.